# Храм Петра и Павла (Юраково)
Храм Петра и Павла — православный храм Рязанской епархии. Находится в селе Юраково.

## История
В окладных книгах 1676 года Юраково значится селом с церковью «святых первоверховных апостолов Петра и Павла». Существующая ныне в селе церковь была освящена в 1839 году. Её начал строить генерал-майор Василий Савич Перекусихин в 1787 году. Приделы же в честь Пресвятой Богородицы и в честь мученицы царицы Александры пристроены были генерал-майором Алексеем Петровичем Муратовым в 1839 году. Им же была построена в 1837 году каменная ограда вокруг храма. В 1875 г. церковь была отремонтирована.
В 1938 году храм был закрыт. Официальных документов о закрытии нет, так как многие храмы закрывались без решения вышестоящих органов. В нём в разное время находились овчарня и склад.
Восстановление храма началось в 1990-е годы XX века. Помощь в восстановлении храма оказали: директор Ключанского спиртового завода Николай Иванович Колесник, директор ДПМК «Кораблинская» Олег Иванович Сапов, а также уроженец села Юраково, заместитель губернатора Рязанской области Анатолий Фёдорович Говоров.
Сейчас в храме Петра и Павла проходят богослужения.